# Chapelle Notre-Dame-de-Pitié de La Tour-Blanche-Cercles
Pour les articles homonymes, voir Chapelle Notre-Dame-de-Pitié.
La chapelle Notre-Dame-de-Pitié, également dénommée chapelle des Blanquets ou chapelle de la léproserie, est située à La Tour-Blanche-Cercles, en France.

## Localisation
La chapelle est située sur le territoire de Cercles, ancienne  commune intégrée à celle de La Tour-Blanche-Cercles, en Périgord, dans le quart nord-ouest du département de la Dordogne, en région Nouvelle-Aquitaine.

## Description
La chapelle se compose d'un seul vaisseau couvert d'une voûte plate. Elle est édifiée en moellon de calcaire et pierre de taille, et sa toiture à deux pans est protégée par de l'ardoise. Une habitation, sans doute liée à la fonction médicale, était greffée à cet édifice religieux avant qu'il ne soit détruit. La nouvelle construction laisse un passage étroit avec la maison ; il semble que des vestiges de la chapelle médiévale sont remployés, notamment une croix de procession sculptée.

## Histoire
La chapelle est située sur les lieux de l'ancienne léproserie de Cercles aujourd'hui disparue. Elle est encore environnée par la fontaine dite des Blanquets, où les lépreux venaient se baigner. Attestée en 1700, la chapelle fut par la suite désaffectée, puis détruite à la fin du XIXe siècle et remplacée vingt ans plus tard par l'actuelle construction.
L'édifice est répertorié à l'inventaire général du patrimoine culturel de la Nouvelle-Aquitaine.

## Galerie

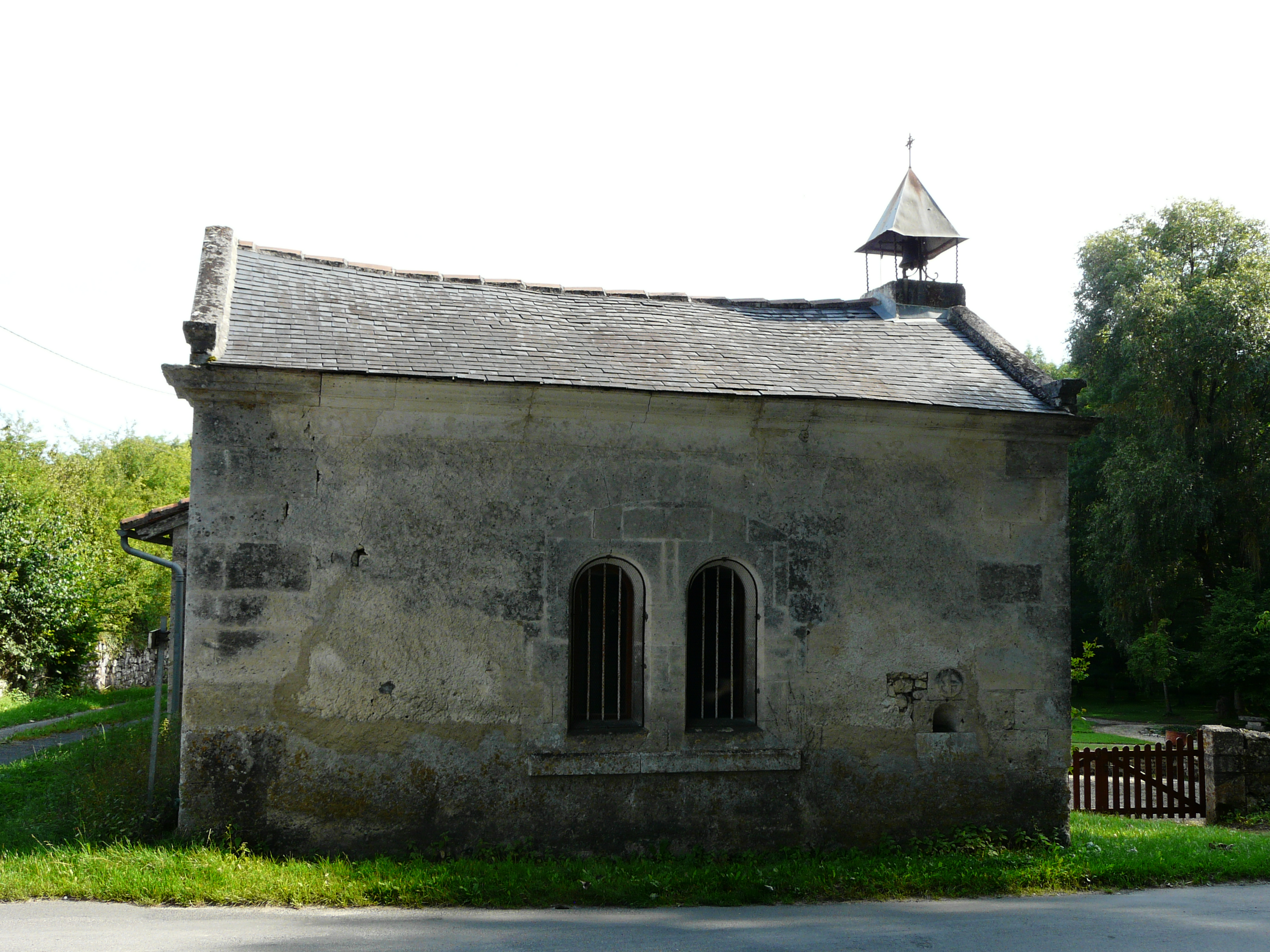
La façade nord.
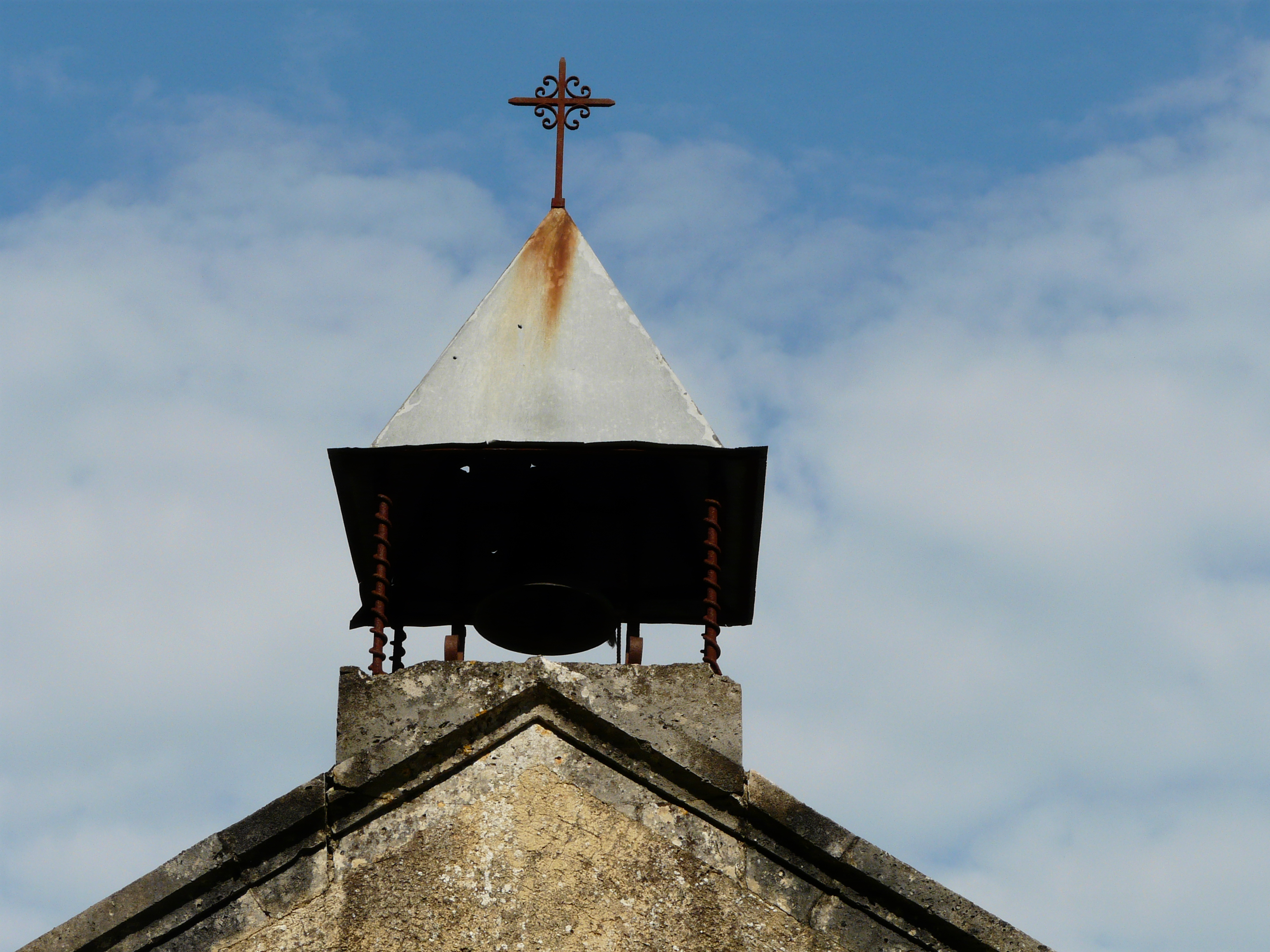
Le clocheton.
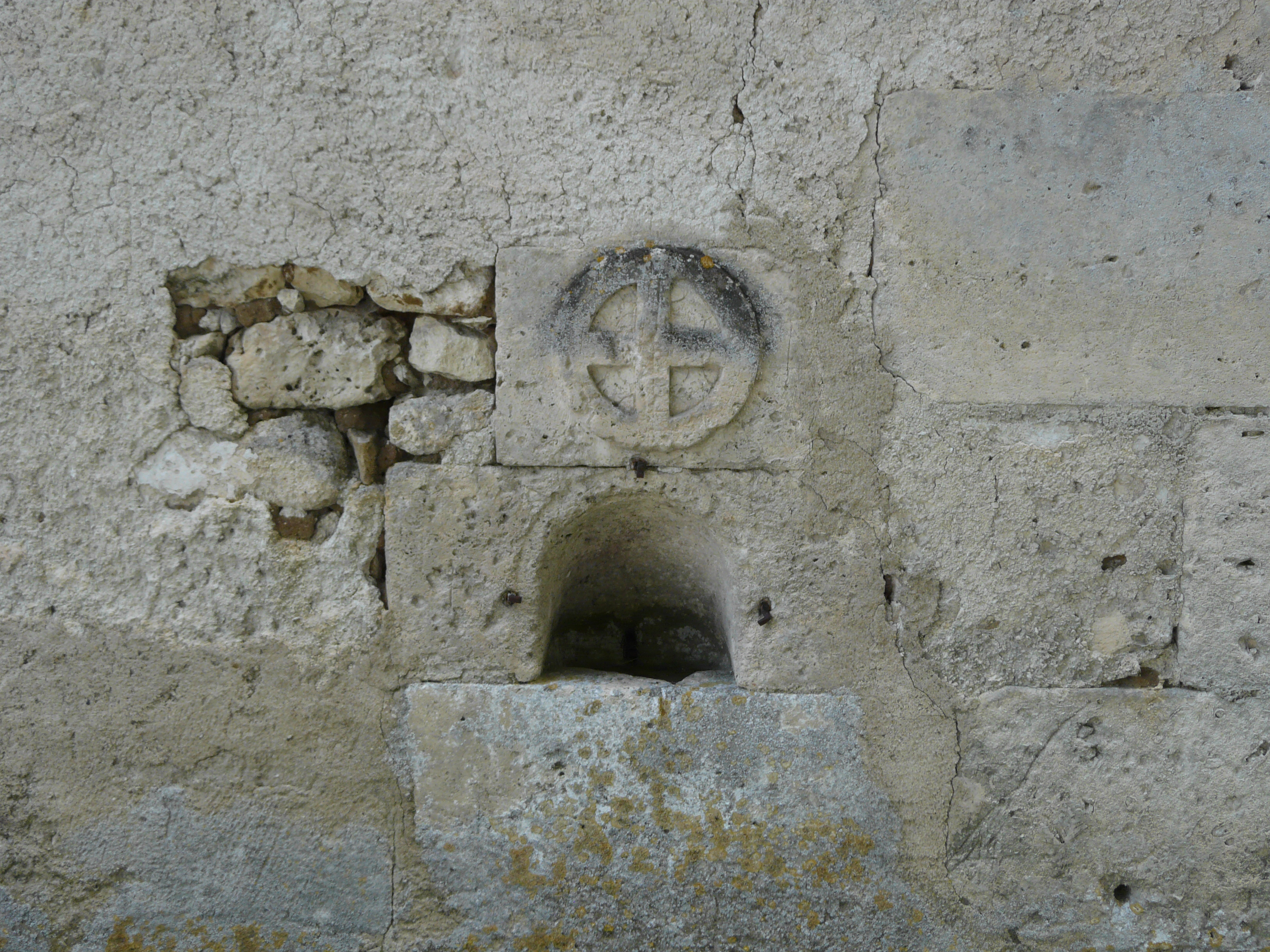
Bénitier à l'extérieur.